# Герб Корчевы
Герб исчезнувшего города Корчева́ — бывшего уездного города в Тверской губернии, затопленного при строительстве плотины Иваньковского водохранилища в 1937 году.

## Описание герба
В верхней части щита герб Тверской, внизу «в зелёном поле белый красноватый заяц, называемый русак, каковыми зверьками берега реки Волги, на которых сей город построен, отменно изобилуют».

## История герба
Исторический герб города Корчева Тверского наместничества был Высочайше утверждён 20 декабря 1781 года императрицей Екатериной II (ПСЗРИ, 1781, Закон № 15305).
Подлинное описание герба уездного города Корчева гласило: 

"Въ первой части щита, в красномъ полѣ на зелёной подушкѣ золотая Корона. Сie внесено для того, что оный городъ принадлежитъ Тверскому Намѣстничеству.

Во второй части, въ зеленомъ полѣ, бѣлый красноватый заяцъ, называемый русакъ, каковыми звѣрьками берега рѣки Волги, на которыхъ сей городъ построенъ, отмѣнно изобилуетъ.

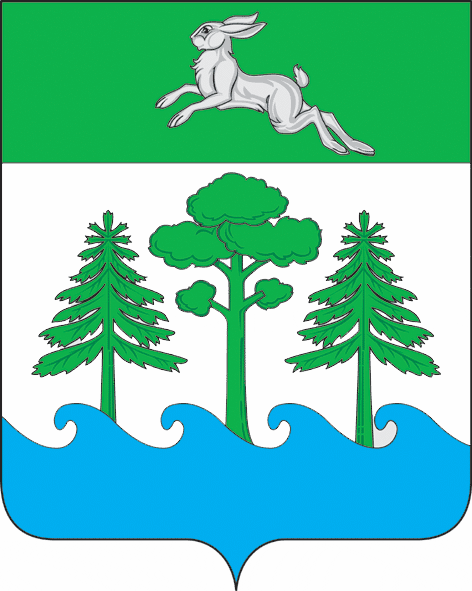
Герб Конаково (2007 год)

В советское время исторический герб Корчевы не использовался.
В 1937 году город Корчева был затоплен при строительстве плотины Иваньковского водохранилища. Жители были переселены в город Конаково.
В 2007 году при содействии Союза геральдистов России был составлен герб Конаково, в котором заяц-русак из исторического герба Корчевы стал главной геральдической фигурой нового городского герба.